# خلیل کرد
خلیل کرد، روستایی از توابع بخش صالح‌آباد شهرستان بهار در استان همدان ایران است.

## جمعیت
این روستا در دهستان صالح‌آباد قرار دارد ومردم این روستا  به زبان ترکی  صحبت می‌کنند و براساس سرشماری مرکز آمار ایران در سال ۱۳۹۵، جمعیت آن ۴۹۳ نفر (۱۶۹خانوار) بوده‌است. از محصولات این روستا انگور  آن را می‌توان نام برد.